# Concile de Toulouse (1229)
Pour les articles homonymes, voir Concile de Toulouse.
Le concile de Toulouse de 1229 est une réponse réactive face à la montée des hérésies en Europe de l'Ouest au XIIIe siècle. Il se déroule en octobre 1229, à Toulouse, et organise de manière systématique la recherche et la punition des hérétiques. On peut, en bon droit, dire que le système de l'Inquisition se trouve mis en place en Languedoc à partir de 1229.
De plus il paraît important de préciser le terme concile : c'est une assemblée solennelle des évêques, convoquée à la demande du pape et qui traite des affaires de l'Église. Au XIIIe siècle, Toulouse est une ville d'importance, qui prédomine sur l'ensemble du Languedoc. Pendant longtemps, elle fut indépendante du domaine royal, mais à la suite de révoltes, le comte ne conserve plus que le pouvoir de battre la monnaie, et de lever des troupes en cas de menace extérieure. Malgré cet affaiblissement, Toulouse conserve une influence et une position stratégique dans le Midi de la France.

## Texte source
Extrait R. Mansi, Sacrorum conciliorum nova et amplissima collectio, t. 23, rééd. 1903, col. 193-198.

## Analyse
Nous proposerons ici une étude objective du contexte, du déroulement du Concile, ainsi que de son rayonnement.

### Contexte historique et spirituel

#### La crise religieuse de l'an mille
Cette expression désigne généralement la période 950-1050. Elle voit la géopolitique occidentale en mouvement à la suite des guerres et des invasions. La chrétienté dans cette région d'Europe ressemble encore à une cité assiégée, menacée au Sud par l'expansion musulmane, au Nord par les Normands, et coupée à l'Est de Byzance, l'autre grand empire chrétien.
Si l'Église avait connu une période de calme relatif après le IXe siècle, les hérésies connaissent un nouveau développement aux XIe et XIIe siècles, le plus souvent en suivant les routes de pèlerinage. Des études locales ont en effet montré que les hérésies se répandent souvent par ce biais, par le bouche à oreille : les pèlerins discutent entre eux, et avec les villageois lors de leurs étapes, propageant ainsi des questions et des réponses, cette profonde inquiétude spirituelle, de la vie après la mort, en dehors du pouvoir régulateur de la paroisse.
Dans le haut Moyen Âge, l'hérétique est comme un lépreux qu'il faut éloigner du corps sain des fidèles par l'excommunication, puis par l'exil ou la confiscation des biens.
Ces hérésies, prennent différentes formes selon les régions dans lesquelles elles se développent, une sera propre à la région de Toulouse.

#### Le Catharisme et la croisade des Albigeois
Au Moyen Âge les hérésies sont définies comme une manière de penser et d'agir qui va à l'encontre des dogmes religieux et qui tend à ébranler la suprématie de l'Église. Dans ce climat, affleure après 1140, l'idée que l'hérésie s'est propagée par l'intermédiaire des Balkans, ces « terres germaniques et païennes » qui ont échappé à la christianisation.
Les hérésies ont une tendance nette à s'introduire et se développer dans les villes, cet enracinement urbain est indéniable.
Contrairement à la doctrine catholique, les cathares considèrent qu'il existe deux principes supérieurs, le bien (Dieu) et le mal (Satan). La création du monde, imparfaite, relève du mal et les cathares doivent s'extraire de leur prison charnelle pour retourner à Dieu (c'est la transsubstantiation). Pour cela, ils prônent une vie de pauvreté et de renoncement pour atteindre une perfection spirituelle, appelés parfaits, terme railleur, inventé par l'abbé Eckbert von Schönau pour désigner les « parfaits hérétiques ».
Dans la région de Toulouse, la lutte contre les hérésies débutera avec une période sanglante, la croisade des Albigeois. L’assassinat du légat Pierre de Castelnau, en janvier 1208, pressa l’intervention militaire. Bien que très différente dans l'esprit, des précédentes croisades, on assiste à une évolution de la notion de croisade, où il s'agit maintenant de combattre les ennemis de la papauté. Bien que l'infériorité numérique des croisés fut peu à peu constante, ils sortirent vainqueurs dans la première partie de la croisade, tant la force morale des croisés et leur conviction étaient bonnes, la division entre les villes cathares ne faisant qu'accroitre leurs faiblesses. À l'inverse, dans le deuxième temps de la croisade, la fatigue et l'usure des croisés furent écrasées par la réalité d'une hérésie unifiée sous le même étendard. Intervient la Conquête Royale, qui voit l'abdication du comte de Toulouse.
Face à ces divergences spirituelles, des réformes structurelles seront mises en place au sein de l'Église romaine afin de lutter contre ce processus et de récupérer son influence.

#### La poursuite des réformes grégoriennes
C'est une politique menée sous l'impulsion de la papauté. Si les historiens admettent que le pape Léon IX a commencé le redressement de l'Église, c'est pourtant le pape Grégoire VII qui a laissé son nom à la réforme (puisqu'il en a dirigé le projet initial sous le mandat de Léon IX).
L'expression peut paraître impropre puisqu'elle ne s'est pas limitée à quelques années mais concerne au total près de trois siècles. 
Elle comporte trois projets principaux :
1. Affirmation de l'indépendance du clergé : les laïcs ne peuvent plus intervenir dans les nominations. Ce point ne va pas sans conflits, notamment entre le pape et les empereurs germaniques qui se considèrent comme les représentants de Dieu sur terre (référence faite à la querelle des Investitures).
2. Réforme du clergé : pour que le clergé suscite le respect, il est mieux instruit et l'Église impose le célibat des prêtres ainsi que le mariage chrétien pour les laïcs.
3. Affirmation du rôle du pape : à partir du XIe siècle, le pape met en place une structure centralisée autour de la papauté, puis il multiplie les interventions pontificales. L'une des plus connues est matérialisée par le décret d'avril 1059 (ou synode de Latran) réformant l'élection pontificale et interdisant le nicolaïsme et la simonie.

Les réformes grégoriennes ont pris appui sur l'abbaye de Cluny pour diffuser leurs idées en France, avec toutefois un rayonnement partiel. Les nombreux conciles locaux réunis à cette époque témoignent d'une étonnante continuité de vue. Leurs canons sont unanimes à proclamer que seule l'Église catholique romaine peut éliminer l'hérésie et donner la paix à la France du Midi.
Cette période marquée par de nombreux Conciles verra celui de Toulouse se distinguer.

### Dissection du Concile

#### L'apogée de l’Église romaine et ses légats
L'époque dite grégorienne marque l'apogée de l’Église romaine, dans un monde éclaté en cellules politiques étroites, celle-ci constitue la seule instance d'unité et de régulation. L'Église rassemble tout l'Occident, cette situation favorise son unification, sa centralisation et l'essor de la monarchie pontificale.
Afin de diffuser efficacement la parole du pape, un système de missionnaires deviendra prépondérant.
Ce sont les ambassadeurs du pape, ils effectuent des délégations, ce qui évitait au pape de se déplacer. Le simple fait de sortir de Rome était vu comme un signe de faiblesse.  
En 1204, Innocent III donne à ses légats dans la région du Languedoc, tout pouvoir de supprimer l'hérésie. La recherche et la lutte contre le catharisme est la justification essentielle de droit du pape et de ses légats à intervenir dans l'ensemble du monde chrétien, et évincer les évêques rétifs à dépendre de Rome.
Cette prédominance spirituelle permettra à l’Église d'effectuer une progression spectaculaire en Languedoc.

#### La campagne pontificale
Le concile de Toulouse de 1229 est une véritable percée pontificale dans cette région qualifiée comme le repaire des dissidents. En effet l’avènement de Raymond VI enleva tout espoir à la papauté de triompher de l'hérésie par les voies normales. Lorsque Innocent III s'est rendu compte que depuis 50 ans, l'hémorragie spirituelle du comté de Toulouse, a conduit au développement préjudiciable des dissidences cathares en Languedoc, pour constituer un État hérétique autonome, le grand pape qui rêve d'unifier, se décida à employer les armes.
L'intervention de la papauté dans le Languedoc est la conséquence d'un échec religieux. Conscient de l’inefficacité du clergé local, qui se voit déchargé de cette tâche, l’Église fera prendre au concile de Toulouse le rôle de purge, écartant les clercs rétif aux commandes du pape.
Et c'est ce que le Pape fera de mieux lors de cette assemblée, à comprendre par la liste des présents.

#### Les présents au Concile et le déroulement
Sont présents au Concile, bien évidemment la délégation complète du pape, et les laïcs les plus influents du Midi. Note donc la présence du comte Raymond VII, deux délégués du consulat, et le sénéchal nommé par la couronne de Carcassonne, André Chaulet. Y est donc écarté le clergé local.
Ce concile est dirigé par le cardinal légat Romain de Saint-Anges, envoyé en France par le Pape depuis 1226. Très habile diplomate, il conduisit les négociations avec Raymond VII qui aboutirent au traité de Meaux-Paris en Mars-Avril 1229.
Lors de cette assemblée, 18 canons sur 45 codifient ainsi les principes de la répression et proposent une définition de l'identité hérétique par le clergé. Que personne ne soit puni comme croyant, ou hérétique, sans avoir été jugé tel par le pouvoir ecclésiastique (canon 9).
Cette juridiction est confiée à l'ordre des Frères Prêcheurs ou Dominicains, car implantés dans le comté de Toulouse au XIIIe siècle. Le choix des Dominicains par Rome n'est pas un hasard, cet Ordre, récemment accepté par la papauté, ne peut que servir l'Église, et défendre la foi avec une grande ferveur et une remarquable rigueur dans la charge de son mandat.

### Le Concile de Toulouse, un cas particulier et original

#### L'Inquisition et la répression
Le cadre de la pratique religieuse est très clairement explicité, y sont exposés les interdits et les obligations du fidèle.
La délation y est présente, le 12 avril 1229, après la signature du traité de Meaux-Paris, le comte de Toulouse, Raymond VII, est soumis à la Couronne de France et doit s'engager à pourchasser de tout son pouvoir les hérétiques de sa terre : Que les seigneurs territoriaux fassent rechercher les hérétiques (canon 3). Et, pour que l'on découvre plus aisément les coupables, il promet de fortes sommes à ceux qui les feraient prendre, ou qui y participeraient Que qui que ce soit puisse chercher ou capturer les hérétiques sur la terre d'autrui (canon 9).
De façon plus concrète, le concile rappelle les droits et les libertés des clercs, ainsi que les modalités de la paix de l'Église et de la paix du roi (nombre de mesures, antiféodales servent à accroitre le pouvoir de la monarchie). Il refuse aux fidèles l'approche directe de la Parole de Dieu (Bible) : Que les laïcs n'aient pas de livres de l’Écriture, à l'exception du psautier et de l'office divin, mais que ces livres, ils ne les aient pas en langue vulgaire (canon 14).
Avec la fin de la croisade contre les Albigeois, le combat contre l'hérésie entre en phase exclusivement judiciaire avec un tribunal, l'Inquisition.
Ce tribunal aura pour but de concilier les directives de l'Église catholique romaine et les hérésies, selon un tableau des droits et des obligations très clair.
Les prérogatives croissantes de l'Inquisition et l'allègement constant de la tutelle qui devrait s'exercer sur elle expliquent la toute puissance de l'institution au XIIIe siècle : les inquisiteurs prennent l'habitude de travailler seuls, et sans rendre de comptes, leur permettant ainsi de se rendre autonome vis-à-vis du clergé local et du bras séculier.
Le fonctionnement ordinaire était le suivant. L’enquête générale était proclamée dans une région entière. L’inquisiteur publiait un décret de grâce et un édit de foi, convoquant tous les habitants devant l'inquisiteur, pendant une durée fixée par le décret de grâce (typiquement de 15 à 30 jours).
Les procédures qui apparaissent aujourd'hui scandaleuses étaient globalement normales pour l'époque. Cependant, on peut souligner que les juridictions d'Inquisition ont globalement été progressistes, par rapport à ce qui se pratiquait à l'époque dans les procédures équivalentes de l'autorité civile.
L'objectif de l'Inquisition était de ramener les fidèles dans le droit chemin, par l'exemple. Mais c'est un exemple à suivre, ainsi le choix des Dominicains a été judicieux, puisqu'ils étaient proches dans leurs convictions religieuses (la piété, la modestie), et ils étaient les plus aptes à montrer cet exemple.
Ce tribunal et de manière plus générale, l'introduction de la papauté dans la région de Toulouse, réputée très « détachée » du reste du pouvoir royale et pontifical, se voit cristallisé en Languedoc par le concile de Toulouse de 1229.
La répression n'étant pas le mot d'ordre, la conversion toutefois, apparait relative.

#### La conversion, une échappatoire relative
Les repentis sont classés en deux catégories. Ceux dont le repentir est estimé sincère devront changer de ville, porter deux croix cousues sur leurs vêtements, obtenir de leur évêque une lettre de réconciliation, et accomplir la pénitence qui leur sera imposée Comment traiter les hérétiques spontanément revenus à la vraie foi [...] (canon 10).
Ceux dont le repentir paraitrait guidé seulement par la peur de leur mort seront envoyés faire pénitence au "mur", c'est-à-dire en prison Comment traiter les hérétiques convertis non pas spontanément mais par crainte ou pour un autre motif. [...] (canon 11) (mais être ainsi "emmuré" n'a pas du tout le sens littéral que l'histoire a cru devoir lui donner au siècle dernier, à noter quand même que le mur est une peine perpétuelle).
Quant aux obstinés, aux "Bons Homme" qui refuseraient de reconnaitre qu'ils étaient dans l'erreur, les canons du concile n'en parlent pas, tant il est implicite qu'ils sont remis au bras séculier, ce qui signifie la mort sur le bûcher.
Seront exclus des charges publiques et frappés d'incapacité juridique jusqu'à ce que le Pape ou un de ses légats les en relève. Ceux qui se confesseront sous la contrainte seront mis en prison pour faire pénitence et ne contaminer personne. Leurs biens seront saisis. Ceux qui donneraient asile aux hérétiques seront considérés comme ces derniers.
La conversion est paradoxale, puisque tous les hommes et femmes ayant atteint l'âge de la majorité (14 ans et 12 ans), devront prêter serment d'abjurer l'hérésie, ce qui les fera automatiquement tomber dans le relapse en cas d'accusation d'hérésie.

#### Critique de la postérité du texte
Pour les hommes qui représentent l'Inquisition en Languedoc, il ne s'agit pas de réprimer et d'éradiquer la dissidence religieuse. La volonté de l'Église impose en premier lieu de ramener l'hérétique dans le droit chemin. Il ne faut pas combattre l'hérésie par les armes, mais s'efforcer de les ramener à la foi avec des arguments et de la persuasion. Nous remarquons la ressemblance avec un passage de l'Ancien Testament, qui relate l'histoire du Veau d'Or, que Moïse a su tirer les fidèles de l'erreur avec ses mots et sa foi. 
Les peines font l'objet d'une hiérarchie nette, établie en fonction de la gravité des fautes.
Les seigneurs qui ne combattraient que mollement verront leurs biens confisqués, on remarque donc une indifférence dans le traitement des hérétiques, quelle que soit leur condition sociale.
Devant l'inertie de Raymond VII, la mort de Foulque, le vieil évêque qui avait pris pour mission de rétablir le catholicisme à Toulouse, et en 1232, le légat Raymond de Fauga, réunissait un Concile à Béziers, afin de réitérer toutes les mesures édictées par le concile toulousain.

## Conclusion
Refoulée des régions où l'Église, appuyée par le pouvoir séculier, était apte à contrôler les fidèles, l'hérésie trouva refuge en Languedoc. Ici, l'Église avait perdu son ascendant sur les âmes et le pouvoir civil son autorité sur les corps, une région peu ou mal christianisée, une justice difficilement appliquée, à cause de sa composition géographique.
La principale originalité de ce Concile tient dans plusieurs points.
Premièrement, c'est un événement apostolique, chapeauté de très près par le pape lui-même, avec une certaine distance tout de même, puisqu'il ne quitte plus Rome.
Deuxièmement, on remarque que le Pape n'a plus confiance dans le clergé local et le corps séculier.
Dernièrement, une première dans l'Histoire, la condition sociale n'influe pas sur l'accusation, les nobles sont arrêtés au même titre que les roturiers (sur le principe, dans la réalité, un laxisme sera indéniable dans les enquêtes, surement par négociations et non grâce à la corruption, l'Ordre des Dominicains étant réputé très pieux et incorruptible).
La France du Moyen Âge formait une société très chrétienne, la religion y était omniprésente, elle conditionne tous les actes de la vie courante. L'Église en dépit de ses imperfections, représentait le seul élément unificateur. Forte de sa supériorité spirituelle, elle aspirait à mettre de l'ordre dans les royaumes d'Europe et à les fédérer sous son hégémonie. C'est contre cette rigueur morale, ce bloc spirituel que vinrent se jeter le particularisme languedocien et l'hérésie albigeoise.